# Пластун, Игорь Владимирович
И́горь Влади́мирович Пласту́н (укр. Ігор Володимирович Пластун; род. 20 августа 1990, Киев) — украинский футболист, защитник клуба «Эйпен». Выступал за сборную Украины.

## Биография
Воспитанник киевской футбольной школы «Смена-Оболонь». Летом 2007 года попал в «Оболонь». В первой лиге Украины дебютировал 2 октября 2007 года в матче против луцкой «Волыни» (4:3) выйдя в основе; был заменён на 69-й минуте. В сезоне 2008/09 помог выйти «пивоварам» в Премьер-лигу. Дебютировал 17 октября 2009 года в матче против киевского «Динамо» (2:1). Пластун вышел на 71-й минуте вместо Дениса Васильева. 12 июля стало известно, что игрок подписал четырёхлетний контракт с львовскими «Карпатами». В июне 2016 года перешёл в болгарский «Лудогорец».
12 июня 2018 года стал игроком бельгийского клуба «Гент». 4 августа в матче чемпионата Бельгии против «Зюлте-Варегем» сделал свой первый ассист за «Гент».
Летом 2021 года вернулся в «Лудогорец».

## Достижения
- Чемпион Болгарии (2): 2016/17, 2017/18
- Финалист Кубка Болгарии: 2016/17
- Серебряный призер Чемпионата Бельгии: 2019/2020
- Финалист кубка Бельгии: 2018/2019
- Серебряный призёр Первой лиги Украины: 2008/09
- Бронзовый призёр Первой лиги Украины: 2007/08